# Lista das pessoas mais poderosas segundo a revista Forbes
Entre 2009 e 2018 (exceto 2017), a revista Forbes compilou uma  lista anual das pessoas mais poderosas do mundo, foi considerado  uma vaga para cada 100 milhões de pessoas, portanto na primeira lista publicada haviam 67 listados, enquanto na última edição estavam 75, a escolha foi feita através de um painel de votação de seus editores onde se analisaram alguns fatores, dentre eles, os recursos financeiros e humanos, o alcance do seu poder, bem como seu grau de influência sobre os eventos mundiais.

## Top 10 da Lista
A lista contém todos os anos a partir da primeira lista em 2009, com exceção de 2017.
| 2009 | 2009                                                              | 2010                                                              | 2010                                                              | 2011                                       | 2011                                                                | 2012                                           | 2012                                                                | 2013 | 2013                                                                | 2014                                                      | 2014                                                                | 2015                                     | 2015                                                                | 2016                                     | 2016                                                                | 2018 | 2018                                                                |
| ---- | ----------------------------------------------------------------- | ----------------------------------------------------------------- | ----------------------------------------------------------------- | ------------------------------------------ | ------------------------------------------------------------------- | ---------------------------------------------- | ------------------------------------------------------------------- | ---- | ------------------------------------------------------------------- | --------------------------------------------------------- | ------------------------------------------------------------------- | ---------------------------------------- | ------------------------------------------------------------------- | ---------------------------------------- | ------------------------------------------------------------------- | ---- | ------------------------------------------------------------------- |
| 1    | Barack Obama Presidente dos Estados Unidos                        | 1                                                                 | Hu Jintao Secretário-geral do Partido Comunista da China          | 1                                          | Barack Obama Presidente dos Estados Unidos                          | Barack Obama Presidente dos Estados Unidos     | Barack Obama Presidente dos Estados Unidos                          | 1    | Vladimir Putin Presidente da Rússia                                 | Vladimir Putin Presidente da Rússia                       | Vladimir Putin Presidente da Rússia                                 | Vladimir Putin Presidente da Rússia      | Vladimir Putin Presidente da Rússia                                 | Vladimir Putin Presidente da Rússia      | Vladimir Putin Presidente da Rússia                                 | 1    | Xi Jinping Secretário-geral do Partido Comunista da China           |
| 2    | Hu Jintao Secretário-geral do Partido Comunista da China          | 2                                                                 | Barack Obama Presidente dos Estados Unidos                        | 2                                          | Vladimir Putin Primeiro-ministro da Rússia                          | 2                                              | Angela Merkel Chanceler da Alemanha                                 | 2    | Barack Obama Presidente dos Estados Unidos                          | Barack Obama Presidente dos Estados Unidos                | Barack Obama Presidente dos Estados Unidos                          | 2                                        | Angela Merkel Chanceler da Alemanha                                 | 2                                        | Donald Trump Presidente dos Estados Unidos                          | 2    | Vladimir Putin Primeiro-ministro da Rússia                          |
| 3    | Vladimir Putin Primeiro-ministro da Rússia                        | 3                                                                 | Abdullah bin Abdulaziz Al Saud Rei da Arábia Saudita              | 3                                          | Hu Jintao Secretário-geral do Partido Comunista da China            | 3                                              | Vladimir Putin Primeiro-ministro da Rússia                          | 3    | Xi Jinping Secretário-geral do Partido Comunista da China           | Xi Jinping Secretário-geral do Partido Comunista da China | Xi Jinping Secretário-geral do Partido Comunista da China           | 3                                        | Barack Obama Presidente dos Estados Unidos                          | 3                                        | Angela Merkel Chanceler da Alemanha                                 | 3    | Donald Trump Presidente dos Estados Unidos                          |
| 4    | Ben Bernanke Presidente da Reserva Federal                        | 4                                                                 | Vladimir Putin Primeiro-ministro da Rússia                        | 4                                          | Angela Merkel Chanceler da Alemanha                                 | 4                                              | Bill Gates Copresidente da Gates Foundation · Fundador da Microsoft | 4    | Francisco Papa da Igreja Católica Romana                            | Francisco Papa da Igreja Católica Romana                  | Francisco Papa da Igreja Católica Romana                            | Francisco Papa da Igreja Católica Romana | Francisco Papa da Igreja Católica Romana                            | 4                                        | Xi Jinping Secretário-geral do Partido Comunista da China           | 4    | Angela Merkel Chanceler da Alemanha                                 |
| 5    | Sergey Brin Larry Page Cofundadores do Google                     | 5                                                                 | Bento XVI Papa da Igreja Católica Romana                          | 5                                          | Bill Gates Copresidente da Gates Foundation · Fundador da Microsoft | 5                                              | Bento XVI Papa da Igreja Católica Romana                            | 5    | Angela Merkel Chanceler da Alemanha                                 | Angela Merkel Chanceler da Alemanha                       | Angela Merkel Chanceler da Alemanha                                 | 5                                        | Xi Jinping Secretário-geral do Partido Comunista da China           | 5                                        | Francisco Papa da Igreja Católica Romana                            | 5    | Jeff Bezos Fundador e CEO da Amazon                                 |
| 6    | Carlos Slim Chefe executivo do Telmex                             | 6                                                                 | Angela Merkel Chanceler da Alemanha                               | 6                                          | Abdullah bin Abdulaziz Al Saud Rei da Arábia Saudita                | 6                                              | Ben Bernanke Presidente da Reserva Federal                          | 6    | Bill Gates Copresidente da Gates Foundation · Fundador da Microsoft | 6                                                         | Janet Yellen Presidente da Reserva Federal                          | 6                                        | Bill Gates Copresidente da Gates Foundation · Fundador da Microsoft | 6                                        | Janet Yellen Presidente da Reserva Federal                          | 6    | Francisco Papa da Igreja Católica Romana                            |
| 7    | Rupert Murdoch Presidente da News Corporation                     | 7                                                                 | David Cameron Primeiro-ministro do Reino Unido                    | 7                                          | Bento XVI Papa da Igreja Católica Romana                            | 7                                              | Abdullah bin Abdulaziz Al Saud Rei da Arábia Saudita                | 7    | Ben Bernanke Presidente da Reserva Federal                          | 7                                                         | Bill Gates Copresidente da Gates Foundation · Fundador da Microsoft | 7                                        | Janet Yellen Presidente da Reserva Federal                          | 7                                        | Bill Gates Copresidente da Gates Foundation · Fundador da Microsoft | 7    | Bill Gates Copresidente da Gates Foundation · Fundador da Microsoft |
| 8    | Mike Duke Chefe executivo do Walmart                              | 8                                                                 | Ben Bernanke Presidente da Reserva Federal                        | Ben Bernanke Presidente da Reserva Federal | Ben Bernanke Presidente da Reserva Federal                          | 8                                              | Mario Draghi Presidente do Banco Central Europeu                    | 8    | Abdullah bin Abdulaziz Al Saud Rei da Arábia Saudita                | 8                                                         | Mario Draghi Presidente do Banco Central Europeu                    | 8                                        | David Cameron Primeiro-ministro do Reino Unido                      | 8                                        | Larry Page Cofundador do Google                                     | 8    | Mohammed bin Salman Al Saud Príncipe herdeiro da Arábia Saudita     |
| 9    | Abdullah bin Abdulaziz Al Saud Rei da Arábia Saudita              | 9                                                                 | Sonia Gandhi Presidente do Congresso Nacional da Índia            | 9                                          | Mark Zuckerberg Fundador e CEO do Facebook                          | 9                                              | Xi Jinping Secretário-geral do Partido Comunista da China           | 9    | Mario Draghi Presidente do Banco Central Europeu                    | 9                                                         | Sergey Brin Larry Page · Cofundadores do Google                     | 9                                        | Narendra Modi Primeiro-ministro da Índia                            | Narendra Modi Primeiro-ministro da Índia | Narendra Modi Primeiro-ministro da Índia                            | 9    | Narendra Modi Primeiro-ministro da Índia                            |
| 10   | Bill Gates Copresidente da Gates Foundation Fundador da Microsoft | Bill Gates Copresidente da Gates Foundation Fundador da Microsoft | Bill Gates Copresidente da Gates Foundation Fundador da Microsoft | 10                                         | David Cameron Primeiro-ministro do Reino Unido                      | David Cameron Primeiro-ministro do Reino Unido | David Cameron Primeiro-ministro do Reino Unido                      | 10   | Mike Duke Chefe executivo do Walmart                                | 10                                                        | David Cameron Primeiro-ministro do Reino Unido                      | 10                                       | Larry Page Cofundador do Google                                     | 10                                       | Mark Zuckerberg Cofundador do Facebook                              | 10   | Larry Page Cofundador da Google                                     |

## 2018
| Ordem                        | Nome                        | Nacionalidade                          | Cargo/Função                                                   | Idade |
| ---------------------------- | --------------------------- | -------------------------------------- | -------------------------------------------------------------- | ----- |
| 1                            | Xi Jinping                  | China                                  | Presidente da China                                            | 65    |
| 2                            | Vladimir Putin              | Rússia                                 | Presidente da Rússia                                           | 65    |
| 3                            | Donald Trump                | Estados Unidos                         | Presidente dos Estados Unidos                                  | 72    |
| 4                            | Angela Merkel               | Alemanha                               | Chanceler da Alemanha                                          | 63    |
| 5                            | Jeff Bezos                  | Estados Unidos                         | CEO da Amazon                                                  | 54    |
| 6                            | Papa Francisco              | Argentina                              | 266° Papa da Igreja Católica                                   | 81    |
| 7                            | Bill Gates                  | Estados Unidos                         | Fundador da Microsoft                                          | 62    |
| 8 Listado pela primeira vez  | Mohammed bin Salman         | Arábia Saudita                         | Príncipe Herdeiro, Ministro da Defesa e Vice-primeiro ministro | 32    |
| 9                            | Narendra Modi               | Índia                                  | Primeiro Ministro da Índia                                     | 67    |
| 10                           | Larry Page                  | Estados Unidos                         | Cofundador do Google                                           | 43    |
| 11 Listado pela primeira vez | Jerome Powell               | Estados Unidos                         | Presidente da Reserva Federal dos Estados Unidos               | 65    |
| 12 Listado pela primeira vez | Emmanuel Macron             | França                                 | Presidente da França                                           | 40    |
| 13                           | Mark Zuckerberg             | Estados Unidos                         | CEO do Facebook                                                | 34    |
| 14                           | Theresa May                 | Reino Unido                            | Primeiro-Ministro do Reino Unido                               | 61    |
| 15                           | Li Keqiang                  | China                                  | Primeiro-ministro da China                                     | 62    |
| 16                           | Warren Buffett              | Estados Unidos                         | CEO da Berkshire Hathaway                                      | 87    |
| 17                           | Ali Khamenei                | Irã                                    | Líder Supremo do Irã                                           | 78    |
| 18                           | Mario Draghi                | Itália ( União Europeia)               | Presidente do Banco Central Europeu                            | 70    |
| 19                           | Jamie Dimon                 | Estados Unidos                         | CEO da JPMorgan Chase                                          | 62    |
| 20                           | Carlos Slim                 | México                                 | Presidente da Telmex, (Honorário) Presidente da América Móvil  | 78    |
| 21                           | Jack Ma                     | China                                  | CEO do Alibaba                                                 | 53    |
| 22                           | Christine Lagarde           | França ( União Europeia)               | Diretora do Fundo Monetário Internacional                      | 62    |
| 23                           | Doug McMillon               | Estados Unidos                         | CEO do Walmart                                                 | 51    |
| 24                           | Tim Cook                    | Estados Unidos                         | CEO da Apple                                                   | 57    |
| 25                           | Elon Musk                   | Estados Unidos, Canadá e África do Sul | Fundador e CEO da SpaceX, CEO da Tesla                         | 47    |
| 26                           | Benjamin Netanyahu          | Israel                                 | Primeiro-ministro de Israel                                    | 68    |
| 27                           | Ma Huateng                  | China                                  | Presidente e CEO da Tencent                                    | 46    |
| 28                           | Larry Fink                  | Estados Unidos                         | Cofundador e CEO da BlackRock                                  | 65    |
| 29                           | Akio Toyoda                 | Japão                                  | CEO da Toyota                                                  | 60    |
| 30 Listado pela primeira vez | John L. Flanery             | Estados Unidos                         | CEO da General Electric                                        | 56    |
| 31                           | António Guterres            | Portugal ( União Europeia)             | Secretário-Geral das Nações Unidas                             | 69    |
| 32                           | Mukesh Ambani               | Índia                                  | Fundador e Presidente da Reliance Industries                   | 61    |
| 33 Listado pela primeira vez | Jean-Claude Juncker         | Luxemburgo ( União Europeia)           | Presidente da Comissão Europeia                                | 63    |
| 34 Listado pela primeira vez | Darren Woods                | Estados Unidos                         | CEO da ExxonMobil                                              | 53    |
| 35                           | Sergey Brin                 | Estados Unidos                         | Cofundador do Google, Presidente da Alphabet                   | 44    |
| 36                           | Kim Jong-Un                 | Coreia do Norte                        | Líder Supremo da Coreia do Norte                               | 35    |
| 37                           | Charles Koch                | Estados Unidos                         | CEO da Koch Industries                                         | 82    |
| 38                           | Shinzo Abe                  | Japão                                  | Primeiro-ministro do Japão                                     | 63    |
| 39                           | Rupert Murdoch              | Estados Unidos                         | Presidente da News Corp                                        | 86    |
| 40                           | Satya Nadella               | Estados Unidos                         | CEO da Microsoft                                               | 51    |
| 41                           | Jim Yong Kim                | Estados Unidos                         | Presidente do Banco Mundial                                    | 58    |
| 42                           | Stephen A. Schwarzman       | Estados Unidos                         | Cofundador, Presidente e CEO do Blackstone Group               | 71    |
| 43                           | Khalifa bin Zayed al Nahyan | Emirados Árabes Unidos                 | Presidente dos Emirados Árabes Unidos                          | 70    |
| 44                           | Haruhiko Kuroda             | Japão                                  | Presidente do Banco do Japão                                   | 73    |
| 45                           | Abdul Fatah Khalil Al-Sisi  | Egito                                  | Presidente do Egito                                            | 63    |
| 46                           | Li Ka-Shing                 | Hong Kong                              | Presidente da CK Hutchison Holding                             | 90    |
| 47                           | Lloyd Blankfein             | Estados Unidos                         | CEO do Goldman Sachs                                           | 62    |
| 48                           | Recep Tayyip Erdogan        | Turquia                                | Presidente da Turquia                                          | 63    |
| 49                           | Bob Iger                    | Estados Unidos                         | CEO da Disney                                                  | 67    |
| 50 Listado pela primeira vez | Michel Temer                | Brasil                                 | Presidente do Brasil                                           | 77    |
| 51                           | Michael Bloomberg           | Estados Unidos                         | CEO da Bloomberg                                               | 76    |
| 52                           | Wang Jianlin                | China                                  | Presidente do Wanda Group                                      | 63    |
| 53                           | Mary Barra                  | Estados Unidos                         | Presidente e CEO da General Motors                             | 56    |
| 54 Listado pela primeira vez | Moon Jae-in                 | Coreia do Sul                          | Presidente da Coreia do Sul                                    | 65    |
| 55                           | Masayoshi Son               | Japão                                  | CEO do SoftBank                                                | 60    |
| 56                           | Bernard Arnault             | França ( União Europeia)               | Presidente da LVMH                                             | 64    |
| 57                           | Justin Trudeau              | Canadá                                 | Primeiro-Ministro do Canadá                                    | 46    |
| 58                           | Robin Li                    | China                                  | CEO da Baidu                                                   | 49    |
| 59                           | Michael Dell                | Estados Unidos                         | Fundador, Presidente e CEO da Dell                             | 53    |
| 60 Listado pela primeira vez | Hui Ka Yan                  | China                                  | CEO da Evergrande                                              | 59    |
| 61 Listado pela primeira vez | Lee Hsien Loong             | Singapura                              | Primeiro-ministro de Singapura                                 | 66    |
| 62                           | Bashar al-Assad             | Síria                                  | Presidente da Síria                                            | 52    |
| 63                           | John Roberts                | Estados Unidos                         | Juiz da Suprema Corte                                          | 63    |
| 64                           | Enrique Peña Nieto          | México                                 | Presidente do México                                           | 51    |
| 65 Listado pela primeira vez | Kenneth C. griffin          | Estados Unidos                         | CEO do Citadel Investment Group                                | 60    |
| 66                           | Aliko Dangote               | Nigéria                                | Presidente e CEO do Dangote Group                              | 61    |
| 67                           | Mike Pence                  | Estados Unidos                         | Vice-presidente dos Estados Unidos                             | 58    |
| 68 Listado pela primeira vez | Qamar Javed Bajwa           | Paquistão                              | de facto Comandante-em-chefe das Forças Armadas do Paquistão   | 57    |
| 69                           | Rodrigo Duterte             | Filipinas                              | Presidente das Filipinas                                       | 73    |
| 70 Listado pela primeira vez | Abigail Johnson             | Estados Unidos                         | CEO da Fidelity Investments                                    | 56    |
| 71 Listado pela primeira vez | Reed Hastings               | Estados Unidos                         | Fundador e CEO da Netflix                                      | 57    |
| 72 Listado pela primeira vez | Robert Mueller              | Estados Unidos                         | Funcionário do governo americano, investigador especial        | 73    |
| 73                           | Abu Bakr al-Baghdadi        | Iraque                                 | Autoproclamado Califa do Estado Islâmico                       | 46    |
| 74 Listado pela primeira vez | Joko Widodo                 | Indonésia                              | Presidente da Indonésia                                        | 57    |
| 75 Listado pela primeira vez | Gianni Infantino            | Suíça                                  | Presidente da FIFA                                             | 48    |

## 2016
| Ordem                        | Nome                        | Nacionalidade                          | Cargo/Função                                                  | Idade |
| ---------------------------- | --------------------------- | -------------------------------------- | ------------------------------------------------------------- | ----- |
| 1                            | Vladimir Putin              | Rússia                                 | Presidente da Rússia                                          | 64    |
| 2                            | Donald Trump                | Estados Unidos                         | Presidente Eleito dos Estados Unidos                          | 70    |
| 3                            | Angela Merkel               | Alemanha                               | Chanceler da Alemanha                                         | 62    |
| 4                            | Xi Jinping                  | China                                  | Presidente da República Popular da China                      | 63    |
| 5                            | Papa Francisco              | Argentina                              | 266° Papa da Igreja Católica                                  | 79    |
| 6                            | Janet Yellen                | Estados Unidos                         | Presidente da Reserva Federal dos Estados Unidos              | 70    |
| 7                            | Bill Gates                  | Estados Unidos                         | Fundador da Microsoft                                         | 61    |
| 8                            | Larry Page                  | Estados Unidos                         | Cofundador do Google                                          | 41    |
| 9                            | Narendra Modi               | Índia                                  | Primeiro Ministro da Índia                                    | 66    |
| 10                           | Mark Zuckerberg             | Estados Unidos                         | CEO do Facebook                                               | 32    |
| 11                           | Mario Draghi                | Itália ( União Europeia)               | Presidente do Banco Central Europeu                           | 69    |
| 12                           | Li Keqiang                  | China                                  | Primeiro-ministro da China                                    | 61    |
| 13 Listado pela primeira vez | Theresa May                 | Reino Unido                            | Primeiro-Ministro do Reino Unido                              | 51    |
| 14                           | Jeff Bezos                  | Estados Unidos                         | CEO da Amazon                                                 | 52    |
| 15                           | Warren Buffett              | Estados Unidos                         | CEO da Berkshire Hathaway                                     | 86    |
| 16                           | Salman da Arábia Saudita    | Arábia Saudita                         | Rei da Arábia Saudita                                         | 80    |
| 17                           | Carlos Slim                 | México                                 | Presidente da Telmex, (Honorário) Presidente da América Móvil | 76    |
| 18                           | Ali Khamenei                | Irã                                    | Líder Supremo do Irã                                          | 77    |
| 19                           | Jamie Dimon                 | Estados Unidos                         | CEO da JPMorgan Chase                                         | 62    |
| 20                           | Benjamin Netanyahu          | Israel                                 | Primeiro-Ministro de Israel                                   | 68    |
| 21                           | Elon Musk                   | Estados Unidos, Canadá e África do Sul | Fundador e CEO da SpaceX, CEO da Tesla                        | 45    |
| 22                           | Jeffrey Immelt              | Estados Unidos                         | CEO da General Eletric                                        | 60    |
| 23                           | François Hollande           | França ( União Europeia)               | Presidente da França                                          | 62    |
| 24                           | Rex Tillerson               | Estados Unidos                         | CEO da ExxonMobil                                             | 64    |
| 25                           | Christine Lagarde           | França ( União Europeia)               | Diretora do Fundo Monetário Internacional                     | 60    |
| 26                           | Lloyd Blankfein             | Estados Unidos                         | CEO do Goldman Sachs                                          | 62    |
| 27                           | Doug MacMilon               | Estados Unidos                         | CEO da Walmart                                                | 50    |
| 28                           | Jack Ma                     | China                                  | CEO da Alibaba                                                | 52    |
| 29                           | Akio Toyoda                 | Japão                                  | CEO da Toyota                                                 | 59    |
| 30                           | Sergey Brin                 | Estados Unidos                         | Cofundador do Google, Presidente da Alphabet                  | 43    |
| 31                           | Charles Koch                | Estados Unidos                         | CEO da Koch Industries                                        | 81    |
| 32                           | Tim Cook                    | Estados Unidos                         | CEO da Apple                                                  | 57    |
| 33                           | Li Ka-Shing                 | Hong Kong                              | Presidente da CK Hutchison Holding                            | 89    |
| 34                           | Larry Fink                  | Estados Unidos                         | Cofundador e CEO da BlackRock                                 | 65    |
| 35                           | Rupert Murdoch              | Estados Unidos                         | Presidente da News Corp                                       | 86    |
| 36 Listado pela primeira vez | António Guterres            | Portugal ( União Europeia)             | Secretário-Geral das Nações Unidas                            | 68    |
| 37                           | Shinzo Abe                  | Japão                                  | Primeiro-ministro do Japão                                    | 62    |
| 38                           | Mukesh Ambani               | Índia                                  | Fundador e Presidente da Reliance Industries                  | 60    |
| 39                           | Khalifa bin Zayed al Nahyan | Emirados Árabes Unidos                 | Presidente dos Emirados Árabes Unidos                         | 68    |
| 40                           | Jay Y. Lee                  | Coreia do Sul                          | Vice-presidente do Conselho de Supervisão da Samsung          | 49    |
| 41                           | Ding Xuedong                | China                                  | Presidente e CEO da China Investment Corporation              | 58    |
| 42                           | Jim Yong Kim                | Estados Unidos                         | Presidente do Banco Mundial                                   | 58    |
| 43                           | Kim Jong-Un                 | Coreia do Norte                        | Líder Supremo da Coreia do Norte                              | 34    |
| 44                           | Abdul Fatah Khalil Al-Sisi  | Egito                                  | Presidente do Egito                                           | 63    |
| 45                           | Ma Huateng                  | China                                  | Presidente e CEO da Tencent                                   | 46    |
| 46                           | Michael Dell                | Estados Unidos                         | Fundador, Presidente e CEO da Dell                            | 52    |
| 47                           | Haruhiko Kuroda             | Japão                                  | Presidente do Banco do Japão                                  | 73    |
| 48                           | Barack Obama                | Estados Unidos                         | Presidente dos Estados Unidos até 20 de janeiro de 2017       | 56    |
| 49 Listado pela primeira vez | Khalid A. Al-Falih          | Arábia Saudita                         | Ministro do Petróleo da Arábia Saudita                        | 58    |
| 50                           | John Roberts                | Estados Unidos                         | Juiz da Suprema Corte                                         | 63    |
| 51                           | Satya Nadella               | Estados Unidos                         | CEO da Microsoft                                              | 51    |
| 52                           | Stephen A. Schwarzman       | Estados Unidos                         | Cofundador, Presidente e CEO do Blackstone Group              | 71    |
| 53                           | Masayoshi Son               | Japão                                  | CEO da SoftBank                                               | 60    |
| 54                           | Enrique Peña Nieto          | México                                 | Presidente do México                                          | 50    |
| 55                           | Michael Bloomberg           | Estados Unidos                         | CEO do Bloomberg                                              | 75    |
| 56 Listado pela primeira vez | Recep Tayyip Erdogan        | Turquia                                | Presidente da Turquia                                         | 63    |
| 57                           | Abu Bakr al-Baghdadi        | Iraque                                 | Autoproclamado Califa do Estado Islâmico                      | 45    |
| 58                           | Alisher Usmanov             | Rússia                                 | Fundador e co-proprietário da Metalloinvest                   | 64    |
| 59                           | Wang Jianlin                | China                                  | Presidente do Wanda Group                                     | 63    |
| 60                           | Robin Li                    | China                                  | Fundador e CEO da Baidu                                       | 49    |
| 61                           | Ginni Rometty               | Estados Unidos                         | CEO da IBM                                                    | 60    |
| 62                           | Mary Barra                  | Estados Unidos                         | Presidente e CEO da General Motors                            | 56    |
| 63 Listado pela primeira vez | Bashar al-Assad             | Síria                                  | Presidente da Síria                                           | 52    |
| 64 Listado pela primeira vez | Travis Kalanick             | Estados Unidos                         | Cofundador e ex-CEO da Uber                                   | 41    |
| 65                           | Carl Icahn                  | Estados Unidos                         | Fundador da Icahn Capital Management                          | 81    |
| 66                           | Justin Trudeau              | Canadá                                 | Primeiro-ministro do Canadá                                   | 46    |
| 67 Listado pela primeira vez | Bob Iger                    | Estados Unidos                         | Presidente e CEO da Disney                                    | 67    |
| 68                           | Aliko Dangote               | Nigéria                                | Presidente e CEO do Dangote Group                             | 60    |
| 69 Listado pela primeira vez | Mike Pence                  | Estados Unidos                         | Vice-presidente Eleito dos Estados Unidos                     | 58    |
| 70 Listado pela primeira vez | Rodrigo Duterte             | Filipinas                              | Presidente das Filipinas                                      | 72    |
| 71 Listado pela primeira vez | Ayman al-Zawahiri           | Egito                                  | Líder da Al-Qaeda                                             | 66    |
| 72 Listado pela primeira vez | Sheldon Adelson             | Estados Unidos                         | Presidente, CEO e proprietário da Las Vegas Sands             | 84    |
| 73 Listado pela primeira vez | Peter Thiel                 | Estados Unidos                         | Parceiro do Fundo dos Fundadores                              | 50    |
| 74 Listado pela primeira vez | Chuck Schumer               | Estados Unidos                         | Líder partidário do Senado dos Estados Unidos                 | 67    |

## 2015
| Ordem                        | Nome                        | Nacionalidade                          | Cargo/Função                                                  | Idade |
| ---------------------------- | --------------------------- | -------------------------------------- | ------------------------------------------------------------- | ----- |
| 1                            | Vladimir Putin              | Rússia                                 | Presidente da Rússia                                          | 63    |
| 2                            | Angela Merkel               | Alemanha                               | Chanceler da Alemanha                                         | 61    |
| 3                            | Barack Obama                | Estados Unidos                         | Presidente dos Estados Unidos                                 | 54    |
| 4                            | Papa Francisco              | Argentina                              | 266° Papa da Igreja Católica                                  | 78    |
| 5                            | Xi Jinping                  | China                                  | Presidente da República Popular da China                      | 62    |
| 6                            | Bill Gates                  | Estados Unidos                         | Fundador da Microsoft                                         | 60    |
| 7                            | Janet Yellen                | Estados Unidos                         | Presidente da Reserva Federal dos Estados Unidos              | 70    |
| 8                            | David Cameron               | Reino Unido                            | Primeiro-ministro do Reino Unido                              | 49    |
| 9                            | Narendra Modi               | Índia                                  | Primeiro Ministro da Índia                                    | 65    |
| 10                           | Larry Page                  | Estados Unidos                         | Cofundador do Google                                          | 42    |
| 11                           | Mario Draghi                | Itália ( União Europeia)               | Presidente do Banco Central Europeu                           | 68    |
| 12                           | Li Keqiang                  | China                                  | Primeiro-ministro da China                                    | 60    |
| 13                           | Warren Buffett              | Estados Unidos                         | CEO da Berkshire Hathaway                                     | 86    |
| 14 Listado pela primeira vez | Salman da Arábia Saudita    | Arábia Saudita                         | Rei da Arábia Saudita                                         | 80    |
| 15                           | Carlos Slim                 | México                                 | Presidente da Telmex, (Honorário) Presidente da América Móvil | 76    |
| 16                           | François Hollande           | França                                 | Presidente da França                                          | 61    |
| 17                           | Jeff Bezos                  | Estados Unidos                         | CEO da Amazon                                                 | 51    |
| 18                           | Ali Khamenei                | Irã                                    | Líder Supremo do Irã                                          | 76    |
| 19                           | Mark Zuckerberg             | Estados Unidos                         | CEO do Facebook                                               | 31    |
| 20                           | Jamie Dimon                 | Estados Unidos                         | CEO da JPMorgan Chase                                         | 59    |
| 21                           | Benjamin Netanyahu          | Israel                                 | Primeiro-ministro de Israel                                   | 66    |
| 22                           | Jack Ma                     | China                                  | CEO do Alibaba                                                | 51    |
| 23                           | Christine Lagarde           | França( União Europeia)                | Diretora do Fundo Monetário Internacional                     | 59    |
| 24                           | Jeffrey Immelt              | Estados Unidos                         | CEO da General Eletric                                        | 59    |
| 25                           | Rex Tillerson               | Estados Unidos                         | CEO da Exxon Mobil                                            | 63    |
| 26                           | Lloyd Blankfein             | Estados Unidos                         | CEO do Goldman Sachs                                          | 61    |
| 27                           | Tim Cook                    | Estados Unidos                         | CEO da Apple                                                  | 55    |
| 28                           | Akio Toyoda                 | Japão                                  | CEO da Toyota                                                 | 59    |
| 29                           | Charles Koch                | Estados Unidos                         | CEO da Koch Industries                                        | 80    |
| 29                           | David Koch                  | Estados Unidos                         | Vice-presidente da Koch Industries                            | 75    |
| 30                           | Sergey Brin                 | Estados Unidos                         | Cofundador do Google                                          | 42    |
| 31                           | Li Ka-Shing                 | Hong Kong( China)                      | Presidente da Hutchison Whampoa                               | 87    |
| 32                           | Doug McMilon                | Estados Unidos                         | CEO do Walmart                                                | 50    |
| 33                           | Jay Y. Lee                  | Coréia do Sul                          | Vice-presidente da Samsung                                    | 47    |
| 34                           | Larry Fink                  | Estados Unidos                         | CEO da BlackRock                                              | 63    |
| 35                           | Rupert Murdoch              | Estados Unidos                         | CEO da News Corp                                              | 84    |
| 36                           | Mukesh Ambani               | Índia                                  | Presidente da Reliance Industries                             | 58    |
| 37                           | Dilma Rousseff              | Brasil                                 | Presidente do Brasil                                          | 68    |
| 38                           | Elon Musk                   | Canadá, Estados Unidos e África do Sul | Fundador e CEO da SpaceX, CEO da Tesla                        | 44    |
| 39                           | Khalifa bin Zayed al Nahyan | Emirados Árabes Unidos                 | Presidente dos Emirados Árabes Unidos                         | 68    |
| 40                           | Ban Ki-moon                 | Coréia do Sul                          | Secretário-geral das Nações Unidas                            | 71    |
| 41                           | Shinzo Abe                  | Japão                                  | Primeiro-ministro do Japão                                    | 61    |
| 42                           | Ding Xuedong                | China                                  | Presidente China Investment Corporation                       | 56    |
| 43                           | Park Geun-hye               | Coréia do Sul                          | Presidente da Coreia do Sul                                   | 63    |
| 44                           | Michael Bloomberg           | Estados Unidos                         | CEO da Bloomberg                                              | 73    |
| 45                           | Jim Yong Kim                | Estados Unidos                         | Presidente do Banco Mundial                                   | 56    |
| 46                           | Kim Jong-Un                 | Coreia do Norte                        | Líder Supremo da Coreia do Norte                              | 32    |
| 47                           | Igor Sechin                 | Rússia                                 | Presidente da Rosneft                                         | 55    |
| 48                           | Ma Huateng                  | China                                  | CEO da Tencent                                                | 44    |
| 49                           | Abdul Fatah Khalil Al-Sisi  | Egito                                  | Presidente do Egito                                           | 61    |
| 50                           | Haruhiko Kuroda             | Japão                                  | Governador do Banco do Japão                                  | 71    |
| 51                           | Masayoshi Son               | Japão                                  | Fundador e CEO do SoftBank                                    | 58    |
| 52                           | Enrique Peña Nieto          | México                                 | Presidente do México                                          | 49    |
| 53                           | Ali Al-Naimi                | Arábia Saudita                         | Ministro do Petróleo da Arábia Saudita                        | 80    |
| 54                           | Aleksej Miller              | Rússia                                 | Presidente da Gazprom                                         | 53    |
| 55                           | Lakshmi Mittal              | Índia                                  | Presidente da ArcelorMittal                                   | 65    |
| 56                           | Robin Li                    | China                                  | CEO do Baidu                                                  | 46    |
| 57                           | Abu Bakr al-Baghdadi        | Iraque                                 | Autoproclamado Califa do Estado Islâmico                      | 44    |
| 58                           | Hillary Clinton             | Estados Unidos                         | Pré-candidata à presidência dos Estados Unidos                | 68    |
| 59 Listado pela primeira vez | Michael Dell                | Estados Unidos                         | Fundador, Presidente e CEO da Dell                            | 50    |
| 60                           | John Roberts                | Estados Unidos                         | Juiz da Suprema Corte                                         | 60    |
| 61                           | Satya Nadella               | Estados Unidos                         | CEO da Microsoft                                              | 48    |
| 62 Listado pela primeira vez | Stephen A. Schwarzman       | Estados Unidos                         | Cofundador, Presidente e CEO do Blackstone Group              | 68    |
| 63                           | Virginia Rometty            | Estados Unidos                         | CEO da IBM                                                    | 58    |
| 64                           | Bill Clinton                | Estados Unidos                         | Ex-presidente dos Estados Unidos                              | 69    |
| 65                           | Mary Barra                  | Estados Unidos                         | CEO da General Motors                                         | 53    |
| 66                           | Bernard Arnault             | França ( União Europeia)               | Presidente da LVMH                                            | 66    |
| 67                           | Alisher Usmanov             | Rússia                                 | Oligarca Russo                                                | 62    |
| 68 Listado pela primeira vez | Wang Jianlin                | China                                  | Fundador do Wanda Group                                       | 61    |
| 69 Listado pela primeira vez | Justin Trudeau              | Canadá                                 | Primeiro-ministro do Canadá                                   | 43    |
| 70 Listado pela primeira vez | Carl Icahn                  | Estados Unidos                         | Investidor Americano                                          | 79    |
| 71                           | Aliko Dangote               | Nigéria                                | Fundador e CEO do Dangote Group                               | 58    |
| 72 Listado pela primeira vez | Donald Trump                | Estados Unidos                         | Pré-candidato à presidência dos Estados Unidos                | 69    |
| 73                           | Margaret Chan               | Hong Kong ( China)                     | Diretora-geral da Organização Mundial da Saúde                | 68    |

## 2014
| Ordem                        | Nome                        | Nacionalidade                          | Cargo/Função                                                    | Idade |
| ---------------------------- | --------------------------- | -------------------------------------- | --------------------------------------------------------------- | ----- |
| 1                            | Vladimir Putin              | Rússia                                 | Presidente da Rússia                                            | 62    |
| 2                            | Barack Obama                | Estados Unidos                         | Presidente dos Estados Unidos                                   | 53    |
| 3                            | Xi Jinping                  | China                                  | Presidente da República Popular da China                        | 61    |
| 4                            | Papa Francisco              | Argentina                              | 266° Papa da Igreja Católica                                    | 79    |
| 5                            | Angela Merkel               | Alemanha                               | Chanceler da Alemanha                                           | 60    |
| 6                            | Janet Yellen                | Estados Unidos                         | Presidente da Reserva Federal dos Estados Unidos                | 68    |
| 7                            | Bill Gates                  | Estados Unidos                         | Fundador da Microsoft                                           | 59    |
| 8                            | Mario Draghi                | Itália ( União Europeia)               | Presidente do Banco Central Europeu                             | 67    |
| 9                            | Sergey Brin                 | Estados Unidos                         | Cofundador do Google, Presidente da Alphabet                    | 41    |
| 9                            | Larry Page                  | Estados Unidos                         | Cofundador do Google                                            | 41    |
| 10                           | David Cameron               | Reino Unido                            | Primeiro-ministro do Reino Unido                                | 48    |
| 11                           | Abdullah da Arábia Saudita  | Arábia Saudita                         | Rei da Arábia Saudita                                           | 90    |
| 12                           | Warren Buffet               | Estados Unidos                         | CEO da Berkshire Hathaway                                       | 84    |
| 13                           | Li Keqiang                  | China                                  | Primeiro-ministro da China                                      | 59    |
| 14                           | Carlos Slim                 | México                                 | Presidente da Telmex, (Honorário) Presidente da América Móvil   | 74    |
| 15 Listado pela primeira vez | Narendra Modi               | Índia                                  | Primeiro-ministro da Índia                                      | 64    |
| 16                           | Jeff Bezos                  | Estados Unidos                         | CEO da Amazon                                                   | 50    |
| 17                           | François Hollande           | França ( União Europeia)               | Presidente da França                                            | 60    |
| 18                           | Jamie Dimon                 | Estados Unidos                         | CEO da JPMorgan Chase                                           | 58    |
| 19                           | Ali Khamenei                | Irã                                    | Líder Supremo do Irã                                            | 75    |
| 20                           | Rex Tillerson               | Estados Unidos                         | CEO da ExxonMobil                                               | 62    |
| 21                           | Jeffrey Immelt              | Estados Unidos                         | CEO da General Eletric                                          | 58    |
| 22                           | Mark Zuckerberg             | Estados Unidos                         | CEO do Facebook                                                 | 30    |
| 23                           | Michael Bloomberg           | Estados Unidos                         | CEO da Bloomberg                                                | 72    |
| 24                           | Charles Koch                | Estados Unidos                         | CEO da Koch Industries                                          | 79    |
| 24                           | David Koch                  | Estados Unidos                         | Vice-presidente da Koch Industries                              | 74    |
| 25                           | Tim Cook                    | Estados Unidos                         | CEO da Apple                                                    | 54    |
| 26                           | Benjamin Netanyahu          | Israel                                 | Primeiro-ministro de Israel                                     | 65    |
| 27                           | Lloyd Blankfein             | Estados Unidos                         | CEO do Goldman Sachs                                            | 60    |
| 28                           | Li Ka-Shing                 | Hong Kong ( China)                     | Presidente da Hutchison Whampoa e Chueng Kong Holdings          | 86    |
| 29 Listado pela primeira vez | Doug McMilon                | Estados Unidos                         | CEO do Walmart                                                  | 49    |
| 30 Listado pela primeira vez | Jack Ma                     | China                                  | CEO da Alibaba                                                  | 50    |
| 31                           | Dilma Rousseff              | Brasil                                 | Presidente do Brasil                                            | 67    |
| 32                           | Rupert Murdoch              | Estados Unidos                         | CEO da News Corp                                                | 83    |
| 33                           | Christine Lagarde           | França ( União Europeia)               | Diretora do Fundo Monetário Internacional                       | 58    |
| 34                           | Akio Toyoda                 | Japão                                  | CEO da Toyota                                                   | 58    |
| 35 Listado pela primeira vez | Jay Y. Lee                  | Coréia do Sul                          | Vice-Presidente da Samsung                                      | 46    |
| 35                           | Lee Kun-hee                 | Coréia do Sul                          | Líder do Grupo Samsung, membro do Comitê Olímpico Internacional | 72    |
| 36                           | Mukesh Ambani               | Índia                                  | Presidente da Reliance Industries                               | 57    |
| 37                           | Khalifa bin Zayed Al Nahyan | Emirados Árabes Unidos                 | Presidente dos Emirados Árabes Unidos                           | 67    |
| 38                           | Masayoshi Son               | Japão                                  | Fundador e CEO do SoftBank                                      | 57    |
| 39                           | Larry Fink                  | Estados Unidos                         | CEO do BlackRock                                                | 62    |
| 40                           | Ban Ki-moon                 | Coréia do Sul                          | Secretário-Geral das Nações Unidas                              | 70    |
| 41                           | Robin Li                    | China                                  | CEO da Baidu                                                    | 46    |
| 42                           | Igor Sechin                 | Rússia                                 | Vice-primeiro-ministro da Rússia, Presidente da Rosneft         | 54    |
| 43                           | Ding Xuedong                | China                                  | Vice-primeiro-ministro das Finanças da China                    | 55    |
| 44                           | Bill Clinton                | Estados Unidos                         | Ex-Presidente dos Estados Unidos                                | 68    |
| 45                           | Jim Yong Kim                | Estados Unidos                         | Presidente do Banco Mundial                                     | 55    |
| 46                           | Park Geun-hye               | Coréia do Sul                          | Presidente da Coreia do Sul                                     | 62    |
| 47                           | Aleksej Miller              | Rússia                                 | Presidente da Gazprom                                           | 52    |
| 48                           | Haruhiko Kuroda             | Japão                                  | Governador do Banco do Japão                                    | 70    |
| 49                           | Kim Jong-Un                 | Coreia do Norte                        | Líder Supremo da Coreia do Norte                                | 31    |
| 50                           | Ali Al-Naimi                | Arábia Saudita                         | Ministro do Petróleo da Arábia Saudita                          | 80    |
| 51 Listado pela primeira vez | Abdul Fatah Khalil Al-Sisi  | Egito                                  | Presidente do Egito                                             | 60    |
| 52                           | Elon Musk                   | Estados Unidos, Canadá e África do Sul | Fundador e CEO da SpaceX, CEO da Tesla                          | 43    |
| 53 Listado pela primeira vez | Ma Huateng                  | China                                  | Empresário Chinês                                               | 43    |
| 54 Listado pela primeira vez | Abu Bakr al-Baghdadi        | Iraque                                 | Autoproclamado Califa do Estado Islâmico                        | 44    |
| 55 Listado pela primeira vez | Virginia Rometty            | Estados Unidos                         | CEO da IBM                                                      | 57    |
| 56 Listado pela primeira vez | Len Blavatnik               | Estados Unidos                         | Empreendedor Anglo-Americano                                    | 57    |
| 57                           | Lakshmi Mittal              | Índia                                  | Presidente da ArcelorMittal                                     | 64    |
| 58 Listado pela primeira vez | Martin Winterkorn           | Alemanha ( União Europeia)             | ex-CEO da Volkswagen                                            | 67    |
| 59                           | Bernard Arnault             | França ( União Europeia)               | Presidente da LVMH                                              | 65    |
| 60                           | Enrique Peña Nieto          | México                                 | Presidente do México                                            | 48    |
| 61                           | Alisher Usmanov             | Rússia                                 | Oligarca Russo                                                  | 61    |
| 62 Listado pela primeira vez | Mary Barra                  | Estados Unidos                         | CEO da General Motors                                           | 53    |
| 63                           | Shinzo Abe                  | Japão                                  | Primeiro-ministro do Japão                                      | 60    |
| 64 Listado pela primeira vez | Satya Nadella               | Estados Unidos                         | CEO da Microsoft                                                | 48    |
| 65                           | John Roberts                | Estados Unidos                         | Juiz da Suprema Corte                                           | 59    |
| 66 Listado pela primeira vez | Gina Rinehart               | Austrália                              | Empresária Australiana                                          | 60    |
| 67                           | Margaret Chan               | Hong Kong ( China)                     | Diretora-geral da Organização Mundial da Saúde                  | 67    |
| 68                           | Aliko Dangote               | Nigéria                                | Fundador e CEO do Dangote Group                                 | 58    |
| 69 Listado pela primeira vez | Jeffrey Gundlach            | Estados Unidos                         | Fundador do DoubleLine Capital                                  | 55    |
| 70                           | Joseph Blatter              | Suíça                                  | Presidente da FIFA                                              | 78    |
| 71                           | Terry Gou                   | Taiwan                                 | CEO da Foxconn                                                  | 64    |
| 72                           | Yngve Slyngstad             | Noruega                                | CEO do Fundo Estatal de Pensões                                 | 51    |

## 2013
| Ordem                        | Nome                        | Nacionalidade                          | Cargo/Função                                                  | Idade |
| ---------------------------- | --------------------------- | -------------------------------------- | ------------------------------------------------------------- | ----- |
| 1                            | Vladimir Putin              | Rússia                                 | Presidente da Rússia                                          | 61    |
| 2                            | Barack Obama                | Estados Unidos                         | Presidente dos Estados Unidos                                 | 52    |
| 3                            | Xi Jinping                  | China                                  | Presidente da República Popular da China                      | 61    |
| 4 Listado pela primeira vez  | Papa Francisco              | Argentina                              | 266° Papa da Igreja Católica                                  | 78    |
| 5                            | Angela Merkel               | Alemanha ( União Europeia)             | Chanceler da Alemanha                                         | 59    |
| 6                            | Bill Gates                  | Estados Unidos                         | Fundador da Microsoft                                         | 57    |
| 7                            | Ben Bernanke                | Estados Unidos                         | Presidente da Reserva Federal dos Estados Unidos              | 60    |
| 8                            | Abdullah da Arábia Saudita  | Arábia Saudita                         | Rei da Arábia Saudita                                         | 89    |
| 9                            | Mario Draghi                | Itália ( União Europeia)               | Presidente do Banco Central Europeu                           | 65    |
| 10                           | Mike Duke                   | Estados Unidos                         | CEO do Walmart                                                | 63    |
| 11                           | David Cameron               | Reino Unido                            | Primeiro-ministro do Reino Unido                              | 47    |
| 12                           | Carlos Slim                 | México                                 | Presidente da Telmex, (Honorário) Presidente da América Móvil | 74    |
| 13                           | Warren Buffet               | Estados Unidos                         | CEO da Berkshire Hathaway                                     | 84    |
| 14                           | Li Keqiang                  | China                                  | Primeiro-ministro da China                                    | 59    |
| 15                           | Jeff Bezos                  | Estados Unidos                         | CEO da Amazon                                                 | 50    |
| 16                           | Rex Tillerson               | Estados Unidos                         | CEO da ExxonMobil                                             | 62    |
| 17                           | Sergey Brin                 | Estados Unidos                         | Cofundador do Google                                          | 39    |
| 17                           | Larry Page                  | Estados Unidos                         | Cofundador do Google                                          | 40    |
| 18                           | François Hollande           | França ( União Europeia)               | Presidente da França                                          | 60    |
| 19                           | Tim Cook                    | Estados Unidos                         | CEO da Apple                                                  | 53    |
| 20                           | Dilma Rousseff              | Brasil                                 | Presidente do Brasil                                          | 66    |
| 21                           | Sonia Gandhi                | Índia                                  | Presidente do Congresso Nacional Indiano                      | 67    |
| 22                           | Jaime Dimon                 | Estados Unidos                         | CEO da JPMorgan Chase                                         | 59    |
| 23                           | Ali Khamenei                | Irã                                    | Líder Supremo do Irã                                          | 74    |
| 24                           | Mark Zuckerberg             | Estados Unidos                         | CEO do Facebook                                               | 30    |
| 25                           | Jeffrey Immelt              | Estados Unidos                         | CEO da General Eletric                                        | 58    |
| 26                           | Benjamin Netanyahu          | Israel                                 | Primeiro-ministro de Israel                                   | 65    |
| 27                           | Lloyd Blankfein             | Estados Unidos                         | CEO do Goldman Sachs                                          | 59    |
| 28                           | Manmohan Singh              | Índia                                  | Primeiro-ministro da Índia                                    | 80    |
| 29                           | Michael Bloomberg           | Estados Unidos                         | CEO do Bloomberg                                              | 73    |
| 30                           | Li Ka-Shing                 | Hong Kong ( China)                     | Presidente da Hutchison Whampoa e Chueng Kong Holdings        | 86    |
| 31                           | Charles Koch                | Estados Unidos                         | CEO da Koch Industries                                        | 78    |
| 31                           | David Koch                  | Estados Unidos                         | Vice-presidente da Koch Industries                            | 74    |
| 32                           | Ban Ki-Moon                 | Coréia do Sul                          | Secretário-geral das Nações Unidas                            | 70    |
| 33                           | Rupert Murdoch              | Estados Unidos                         | CEO da News Corp                                              | 83    |
| 34                           | Khalifa bin Zayed Al Nahyan | Emirados Árabes Unidos                 | Presidente dos Emirados Árabes Unidos                         | 66    |
| 35                           | Christine Lagarde           | França ( União Europeia)               | Diretora do Fundo Monetário Internacional                     | 58    |
| 36 Listado pela primeira vez | Ding Xuedong                | China                                  | Vice-Ministro de Finanças da China                            | 54    |
| 37                           | Enrique Peña Nieto          | México                                 | Presidente do México                                          | 48    |
| 38                           | Mukesh Ambani               | Índia                                  | Presidente da Reliance Industries                             | 57    |
| 39 Listado pela primeira vez | Haruhiko Kuroda             | Japão                                  | Governador do Banco do Japão                                  | 69    |
| 40                           | Ali Al-Naimi                | Arábia Saudita                         | Ministro do Petróleo Arábia Saudita                           | 79    |
| 41 Listado pela primeira vez | Lee Kun-hee                 | Coréia do Sul                          | Líder da Samsung, membro do Comitê Olímpico Internacional     | 71    |
| 42                           | Larry Fink                  | Estados Unidos                         | CEO da BlackRock                                              | 61    |
| 43                           | Bill Clinton                | Estados Unidos                         | Ex-presidente dos Estados Unidos                              | 67    |
| 44                           | Akio Toyoda                 | Japão                                  | CEO da Toyota                                                 | 58    |
| 45                           | Masayoshi Son               | Japão                                  | Fundador e CEO do SoftBank                                    | 56    |
| 46                           | Kim Jong-Un                 | Coreia do Norte                        | Líder Supremo da Coreia do Norte                              | 31    |
| 47                           | Elon Musk                   | Estados Unidos, Canadá e África do Sul | Fundador e CEO da SpaceX, CEO da Tesla                        | 42    |
| 48                           | Terry Gou                   | Taiwan                                 | CEO da Foxconn                                                | 63    |
| 49 Listado pela primeira vez | Martin Winterkorn           | Alemanha ( União Europeia)             | Presidente da Volkswagen                                      | 66    |
| 50                           | Jim Yong Kim                | Estados Unidos                         | Presidente do Banco Mundial                                   | 53    |
| 51                           | Lakshmi                     | Índia                                  | Presidente da ArcelorMittal                                   | 64    |
| 52 Listado pela primeira vez | Park Geun-hye               | Coréia do Sul                          | Presidente da Coreia do Sul                                   | 61    |
| 53                           | Dmitry Medvedev             | Rússia                                 | Primeiro-ministro da Rússia                                   | 48    |
| 54                           | Bernard Arnault             | França ( União Europeia)               | Presidente LVMH                                               | 65    |
| 55                           | Bill W. Gross               | Estados Unidos                         | Cofundador e vice-presidente da PIMCO                         | 70    |
| 56 Listado pela primeira vez | Ginni Rometty               | Estados Unidos                         | CEO da IBM                                                    | 56    |
| 57 Listado pela primeira vez | Shinzo Abe                  | Japão                                  | Primeiro-ministro do Japão                                    | 59    |
| 58 Listado pela primeira vez | Larry Ellison               | Estados Unidos                         | CEO da Oracle                                                 | 69    |
| 59 Listado pela primeira vez | Margaret Chan               | Hong Kong ( China)                     | Diretora da Organização Mundial da Saúde                      | 67    |
| 60                           | Igor Sechin                 | Rússia                                 | Vice-primeiro-ministro da Rússia                              | 53    |
| 61                           | Robin Li                    | China                                  | CEO da Baidu                                                  | 45    |
| 62                           | John Roberts                | Estados Unidos                         | Juiz da Suprema Corte                                         | 59    |
| 63                           | Alisher Usmanov             | Rússia                                 | Oligarca Russo                                                | 60    |
| 64 Listado pela primeira vez | Aliko Dangote               | Nigéria                                | Fundador e CEO Dangote Group                                  | 57    |
| 65                           | Reid Hoffman                | Estados Unidos                         | Investidor do Vale do Silício                                 | 47    |
| 66                           | John Boehner                | Estados Unidos                         | Presidente da Câmara dos Representantes dos Estados Unidos    | 64    |
| 67                           | El Chapo                    | México                                 | Chefe do Cartel de Sinaloa                                    | 57    |
| 68                           | Jill Abramson               | Estados Unidos                         | Editora-chefe do New York Times                               | 59    |
| 69                           | Joseph Blatter              | Suíça                                  | Presidente da FIFA                                            | 78    |
| 70 Listado pela primeira vez | Yngve Slyngstad             | Noruega                                | CEO do Fundo Estatal de Pensões                               | 51    |
| 71 Listado pela primeira vez | Mo Ibrahim                  | Sudão                                  | Empresário Sudanês                                            | 67    |
| 72 Listado pela primeira vez | Janet Yellen                | Estados Unidos                         | Candidata à Presidência do Federal Reserve                    | 67    |

## 2012
| Ordem                        | Nome                        | Nacionalidade                          | Cargo/Função                                                   | Idade |
| ---------------------------- | --------------------------- | -------------------------------------- | -------------------------------------------------------------- | ----- |
| 1                            | Barack Obama                | Estados Unidos                         | Presidente dos Estados Unidos                                  | 51    |
| 2                            | Angela Merkel               | Alemanha ( União Europeia)             | Chanceler da Alemanha                                          | 58    |
| 3                            | Vladimir Putin              | Rússia                                 | Presidente da Rússia                                           | 60    |
| 4                            | Bill Gates                  | Estados Unidos                         | Fundador da Microsoft                                          | 56    |
| 5                            | Bento XVI                   | Alemanha ( União Europeia)             | 265° Papa da Igreja Católica                                   | 86    |
| 6                            | Ben Bernanke                | Estados Unidos                         | Presidente da Reserva Federal dos Estados Unidos               | 59    |
| 7                            | Abdullah da Arábia Saudita  | Arábia Saudita                         | Rei da Arábia Saudita                                          | 88    |
| 8                            | Mario Draghi                | Itália ( União Europeia)               | Presidente do Banco Central Europeu                            | 65    |
| 9                            | Xi Jinping                  | China                                  | Presidente da República Popular da China                       | 60    |
| 10                           | David Cameron               | Reino Unido                            | Primeiro-ministro do Reino Unido                               | 46    |
| 11                           | Carlos Slim                 | México                                 | Presidente da Telmex, (Honorário) Presidente da América Móvil  | 73    |
| 12                           | Sonia Gandhi                | Índia                                  | Presidente do Congresso Nacional Indiano                       | 66    |
| 13 Listado pela primeira vez | Li Keqiang                  | China                                  | Vice-presidente da República Popular da China                  | 57    |
| 14 Listado pela primeira vez | François Hollande           | França ( União Europeia)               | Presidente da França                                           | 58    |
| 15                           | Warren Buffet               | Estados Unidos                         | CEO da Berkshire Hathaway                                      | 82    |
| 16                           | Michael Bloomberg           | Estados Unidos                         | CEO do Bloomberg                                               | 71    |
| 17                           | Mike Duke                   | Estados Unidos                         | CEO da Walmart                                                 | 62    |
| 18                           | Dilma Rousseff              | Brasil                                 | Presidente do Brasil                                           | 65    |
| 19                           | Manmohan Singh              | Índia                                  | Primeiro-ministro da Índia                                     | 80    |
| 20                           | Sergey Brin                 | Estados Unidos                         | Cofundador do Google                                           | 39    |
| 20                           | Larry Page                  | Estados Unidos                         | Cofundador do Google                                           | 40    |
| 21                           | Ali Khamenei                | Irã                                    | Líder Supremo do Irã                                           | 73    |
| 22                           | Rex Tillerson               | Estados Unidos                         | CEO da ExxonMobil                                              | 61    |
| 23                           | Benjamin Netanyahu          | Israel                                 | Primeiro-ministro de Israel                                    | 63    |
| 24                           | Jeffrey Immelt              | Estados Unidos                         | CEO da General Eletric                                         | 57    |
| 25                           | Mark Zuckerberg             | Estados Unidos                         | CEO do Facebook                                                | 29    |
| 26                           | Rupert Murdoch              | Estados Unidos                         | CEO da News Corp                                               | 82    |
| 27                           | Jeff Bezos                  | Estados Unidos                         | CEO da Amazon                                                  | 49    |
| 28                           | Ashfaq Kayani               | Paquistão                              | de Facto Comandante Supremo das Forças Armadas do Paquistão    | 61    |
| 29 Listado pela primeira vez | Mario Monti                 | Itália                                 | Primeiro-ministro da Itália                                    | 70    |
| 30                           | Ban Ki-Moon                 | Coréia do Sul                          | Secretário-geral das Nações Unidas                             | 69    |
| 31                           | Li Ka-Shing                 | Hong Kong ( China)                     | Presidente da Hutchison Whampoa e Chueng Kong Holdings         | 85    |
| 32                           | Ali Al-Naimi                | Arábia Saudita                         | Ministro do Petróleo da Arábia Saudita                         | 78    |
| 33                           | Khalifa bin Zayed Al Nahyan | Emirados Árabes Unidos                 | Presidente dos Emirados Árabes Unidos                          | 65    |
| 34                           | Jamie Dimon                 | Estados Unidos                         | CEO da JPMorgan Chase                                          | 57    |
| 35                           | Tim Cook                    | Estados Unidos                         | CEO da Apple                                                   | 52    |
| 36                           | Lloyd Blankfein             | Estados Unidos                         | CEO do Goldman Sachs                                           | 58    |
| 37                           | Mukesh Ambani               | Índia                                  | Presidente da Reliance Industries                              | 56    |
| 38                           | Christine Lagarde           | França ( União Europeia)               | Diretora do Fundo Monetário Internacional                      | 57    |
| 39                           | Lou Jiwie                   | China                                  | Presidente da China Investment Corporation                     | 62    |
| 40                           | Masaaki Shirakawa           | Japão                                  | Governador do Banco do Japão                                   | 63    |
| 41                           | Charles Koch                | Estados Unidos                         | CEO da Koch Industries                                         | 77    |
| 41                           | David Koch                  | Estados Unidos                         | Vice-presidente da Koch Industries                             | 73    |
| 42                           | Larry Fink                  | Estados Unidos                         | CEO da BlackRock                                               | 60    |
| 43 Listado pela primeira vez | Akio Toyoda                 | Japão                                  | CEO da Toyota                                                  | 57    |
| 44 Listado pela primeira vez | Kim Jong-Un                 | Coreia do Norte                        | Líder Supremo da Coreia do Norte                               | 30    |
| 45 Listado pela primeira vez | Jim Yong Kim                | Estados Unidos                         | Presidente do Banco Mundial                                    | 53    |
| 46 Listado pela primeira vez | Steve Ballmer               | Estados Unidos                         | CEO da Microsoft                                               | 57    |
| 47                           | Lakshmi Mittal              | Índia                                  | Presidente da ArcelorMittal                                    | 63    |
| 48                           | Hugo Chavez                 | Venezuela                              | Presidente da Venezuela                                        | 58    |
| 49                           | Sebastián Piñera            | Chile                                  | Presidente do Chile                                            | 63    |
| 50                           | Bill Clinton                | Estados Unidos                         | Ex-presidente dos Estados Unidos                               | 66    |
| 51                           | Bill H. Gross               | Estados Unidos                         | Cofundador e vice-presidente da PIMCO                          | 69    |
| 52 Listado pela primeira vez | Zaheerul Islam              | Paquistão                              | Chefe do Inter-Services Intelligence do Paquistão              | 57    |
| 53                           | Masayoshi Son               | Japão                                  | Fundador e CEO do SoftBank                                     | 55    |
| 54 Listado pela primeira vez | Enrique Peña Nieto          | México                                 | Presidente do México                                           | 46    |
| 55 Listado pela primeira vez | Terry Gou                   | Taiwan                                 | CEO da Foxconn                                                 | 62    |
| 56                           | Bernard Arnault             | França( União Europeia)                | Presidente da LVMH                                             | 64    |
| 57                           | Rostam Ghasemi              | Irã                                    | Presidente da OPEP                                             | 49    |
| 58 Listado pela primeira vez | Margaret Chan               | Hong Kong ( China)                     | Diretor-geral da Organização Mundial da Saúde                  | 65    |
| 59 Listado pela primeira vez | John Roberts                | Estados Unidos                         | Juiz da Suprema Corte                                          | 58    |
| 60                           | Yoshihiko Noda              | Japão                                  | Primeiro-ministro do Japão                                     | 56    |
| 61                           | Dmitry Medvedev             | Rússia                                 | Primeiro-ministro da Rússia                                    | 47    |
| 62 Listado pela primeira vez | Jiang Zemin                 | China                                  | Ex-presidente e Secretário-geral do Partido Comunista da China | 86    |
| 63                           | El Chapo                    | México                                 | Chefe do cartel de Sinaloa                                     | 56    |
| 64                           | Robin Li                    | China                                  | Cofundador e CEO do Baidu                                      | 44    |
| 65                           | John Boehner                | Estados Unidos                         | Presidente da Câmara dos Representantes dos Estados Unidos     | 63    |
| 66 Listado pela primeira vez | Elon Musk                   | Canadá, Estados Unidos e África do Sul | Fundador e CEO da SpaceX e CEO da Tesla                        | 42    |
| 67 Listado pela primeira vez | Alisher Usmanov             | Russia                                 | Fundador da Metalloinvest                                      | 59    |
| 68 Listado pela primeira vez | Kathleen Sebelius           | Estados Unidos                         | Secretária de Saúde dos Estados Unidos                         | 65    |
| 69                           | Joseph Blatter              | Suíça                                  | Presidente da FIFA                                             | 77    |
| 70 Listado pela primeira vez | Aleksej Miller              | Rússia                                 | Presidente da Gazprom                                          | 51    |
| 71 Listado pela primeira vez | Reid Hoffman                | Estados Unidos                         | Investidor do Vale do Silício                                  | 46    |

## 2011
| Ordem                        | Nome                        | Nacionalidade              | Cargo/Função                                                                              | Idade |
| ---------------------------- | --------------------------- | -------------------------- | ----------------------------------------------------------------------------------------- | ----- |
| 1                            | Barack Obama                | Estados Unidos             | Presidente dos Estados Unidos                                                             | 50    |
| 2                            | Vladimir Putin              | Rússia                     | Presidente da Rússia                                                                      | 59    |
| 3                            | Hu Jintao                   | China                      | Presidente da República Popular da China                                                  | 68    |
| 4                            | Angela Merkel               | Alemanha ( União Europeia) | Chanceler da Alemanha                                                                     | 57    |
| 5                            | Bill Gates                  | Estados Unidos             | Fundador da Microsoft                                                                     | 55    |
| 6                            | Abdullah da Arábia Saudita  | Arábia Saudita             | Rei da Arábia Saudita                                                                     | 87    |
| 7                            | Bento XVI                   | Alemanha( União Europeia)  | 265° Papa da Igreja Católica                                                              | 84    |
| 8                            | Ben Bernanke                | Estados Unidos             | Presidente da Reserva Federal dos Estados Unidos                                          | 57    |
| 9                            | Mark Zuckerberg             | Estados Unidos             | CEO do Facebook                                                                           | 27    |
| 10                           | David Cameron               | Reino Unido                | Primeiro-ministro do Reino Unido                                                          | 45    |
| 11                           | Sonia Gandhi                | Índia                      | Presidente do Congresso Nacional Indiano                                                  | 65    |
| 12 Listado pela primeira vez | Mario Draghi                | Itália( União Europeia)    | Presidente do Banco Central Europeu                                                       | 64    |
| 13                           | Nicolas Sarkozy             | França( União Europeia)    | Presidente da França                                                                      | 56    |
| 14 Listado pela primeira vez | Wen Jiabao                  | China                      | Primeiro-ministro da China                                                                | 69    |
| 15                           | Zhou Xiaochuan              | China                      | Governador do Banco Popular da China                                                      | 63    |
| 16                           | Hillary Clinton             | Estados Unidos             | Secretário de Estado dos Estados Unidos                                                   | 64    |
| 17                           | Michael Bloomberg           | Estados Unidos             | CEO da Bloomberg                                                                          | 69    |
| 18                           | Timothy Geithner            | Estados Unidos             | Secretário do Tesouro dos Estados Unidos                                                  | 50    |
| 19                           | Manmohan Singh              | Índia                      | Primeiro-ministro da Índia                                                                | 79    |
| 20                           | Warren Buffett              | Estados Unidos             | CEO da Berkshire Hathaway                                                                 | 81    |
| 21 Listado pela primeira vez | Silvio Berlusconi           | Itália( União Europeia)    | Primeiro-ministro da Itália                                                               | 75    |
| 22                           | Dilma Rousseff              | Brasil                     | Presidente do Brasil                                                                      | 64    |
| 23                           | Carlos Slim                 | México                     | Presidente da Telmex                                                                      | 71    |
| 24 Listado pela primeira vez | Rupert Murdoch              | Estados Unidos             | CEO da News Corp                                                                          | 80    |
| 25                           | Benjamin Netanyahu          | Israel                     | Primeiro-ministro de Israel                                                               | 62    |
| 26                           | Ali Khamenei                | Irã                        | Líder Supremo do Irã                                                                      | 73    |
| 27                           | Mike Duke                   | Estados Unidos             | CEO do Walmart                                                                            | 61    |
| 28                           | Jeffrey Immelt              | Estados Unidos             | CEO da General Eletric                                                                    | 55    |
| 29 Listado pela primeira vez | Zhou Yongkang               | China                      | Presidente da Comissão de Assuntos Políticos e Legislativos da República Popular da China | 68    |
| 30                           | Sergey Brin                 | Estados Unidos             | Cofundador do Google                                                                      | 39    |
| 30                           | Larry Page                  | Estados Unidos             | Cofundador do Google                                                                      | 39    |
| 31 Listado pela primeira vez | Ali Al-Naimi                | Arábia Saudita             | Ministro do Petróleo da Arábia Saudita                                                    | 76    |
| 32 Listado pela primeira vez | Rostam Ghasemi              | Irã                        | Presidente da OPEP                                                                        | 47    |
| 33                           | Lou Jiwei                   | China                      | Presidente da China Investment Corporation                                                | 60    |
| 34                           | Ashfaq Parvez Kayani        | Paquistão                  | de Facto Comandante Supremo das Forças Armadas do Paquistão                               | 59    |
| 35                           | Mukesh Ambani               | Índia                      | Presidente da Reliance Industries                                                         | 54    |
| 36                           | Masaaki Shirakawa           | Japão                      | Governador do Banco do Japão                                                              | 62    |
| 37                           | Kim Jong-il                 | Coreia do Norte            | Líder Supremo da Coreia do Norte                                                          | 70    |
| 38                           | Ban Ki-moon                 | Coreia do Sul              | Secretário-geral das Nações Unidas                                                        | 67    |
| 39 Listado pela primeira vez | Christine Lagarde           | França( União Europeia)    | Diretora do Fundo Monetário Internacional                                                 | 64    |
| 40                           | Jeff Bezos                  | Estados Unidos             | CEO da Amazon                                                                             | 45    |
| 41                           | Jamie Dimon                 | Estados Unidos             | CEO do JPMorgan Chase                                                                     | 55    |
| 42                           | Robin Li                    | China                      | CEO do Baidu                                                                              | 42    |
| 43                           | Lloyd Blankfein             | Estados Unidos             | CEO do Goldman Sachs                                                                      | 57    |
| 44                           | Li Ka-shing                 | Hong Kong( China)          | Presidente da Hutchison Whampoa                                                           | 73    |
| 45                           | Charles Koch                | Estados Unidos             | CEO da Koch Industries                                                                    | 76    |
| 45                           | David Koch                  | Estados Unidos             | Vice-presidente da Koch Industries                                                        | 71    |
| 46                           | Rex Tillerson               | Estados Unidos             | CEO da ExxonMobil                                                                         | 59    |
| 47                           | Lakshmi Mittal              | Índia                      | Presidente da ArcelorMittal                                                               | 61    |
| 48 Listado pela primeira vez | Recep Erdogan               | Turquia                    | Primeiro-ministro da Turquia                                                              | 57    |
| 49                           | Robert Zoellick             | Estados Unidos             | Presidente do Banco Mundial                                                               | 58    |
| 50 Listado pela primeira vez | Bill Clinton                | Estados Unidos             | Ex-presidente dos EUA                                                                     | 65    |
| 51                           | Tenzin Gyatso               | Tibete( China)             | Líder Espiritual, Chefe do governo Tibetano no exílio                                     | 76    |
| 52                           | Larry Fink                  | Estados Unidos             | CEO da BlackRock                                                                          | 59    |
| 53                           | Khalifa bin Zayed Al Nahyan | Emirados Árabes Unidos     | Presidente dos Emirados Árabes Unidos                                                     | 63    |
| 54                           | Bill H. Gross               | Estados Unidos             | Cofundador e vice-presidente da PIMCO                                                     | 67    |
| 55                           | El Chapo                    | México                     | Chefe do Cartel de Sinaloa                                                                | 54    |
| 56 Listado pela primeira vez | Ahmad Shuja Pasha           | Paquistão                  | Diretor da Agência de Inteligência do Paquistão                                           | 59    |
| 57                           | Dawood Ibrahim              | Índia                      | Chefe da D-Company                                                                        | 55    |
| 58 Listado pela primeira vez | Tim Cook                    | Estados Unidos             | CEO da Apple                                                                              | 51    |
| 59                           | Dmitry Medvedev             | Rússia                     | Presidente da Rússia                                                                      | 46    |
| 60                           | Masayoshi Son               | Japão                      | Fundador e CEO do SoftBank                                                                | 54    |
| 61 Listado pela primeira vez | Azim Premji                 | Índia                      | Presidente da Wipro                                                                       | 66    |
| 62 Listado pela primeira vez | Yoshihiko Noda              | Japão                      | Primeiro-ministro do Japão                                                                | 54    |
| 63                           | Joseph Blatter              | Suíça                      | Presidente da FIFA                                                                        | 75    |
| 64 Listado pela primeira vez | Jill Abramson               | Estados Unidos             | Editora-chefe do New York Times                                                           | 57    |
| 65                           | Bernard Arnault             | França( União Europeia)    | Presidente da LVMH                                                                        | 62    |
| 66                           | Sebastián Piñera            | Chile                      | Presidente do Chile                                                                       | 61    |
| 67 Listado pela primeira vez | John Boehner                | Estados Unidos             | Presidente da Câmara dos Representantes dos Estados Unidos                                | 61    |
| 68                           | Jacques Rogge               | Belgica( União Europeia)   | Presidente do Comitê Olímpico Internacional                                               | 69    |
| 69 Listado pela primeira vez | Xi Jinping                  | China                      | Vice-presidente Chinês, vice-presidente da Comissão Militar Central                       | 58    |
| 70 Listado pela primeira vez | Alisher Usmanov             | Rússia                     | Oligarca Russo                                                                            | 58    |

## 2010
| Ordem                        | Nome                        | Nacionalidade              | Cargo/Função                                                                                                 | Idade |
| ---------------------------- | --------------------------- | -------------------------- | --- | ----- |
| 1                            | Hu Jintao                   | China                      | Presidente da República Popular da China                                                                     | 67    |
| 2                            | Barack Obama                | Estados Unidos             | Presidente dos Estados Unidos                                                                                | 49    |
| 3                            | Abdullah da Arábia Saudita  | Arábia Saudita             | Rei da Arábia Saudita                                                                                        | 86    |
| 4                            | Vladimir Putin              | Rússia                     | Primeiro-ministro da Rússia                                                                                  | 58    |
| 5                            | Bento XVI                   | Alemanha ( União Europeia) | 265° Papa da Igreja Católica                                                                                 | 83    |
| 6                            | Angela Merkel               | Alemanha ( União Europeia) | Chanceler da Alemanha                                                                                        | 56    |
| 7 Listado pela primeira vez  | David Cameron               | Reino Unido                | Primeiro-ministro do Reino Unido                                                                             | 54    |
| 8                            | Ben Bernanke                | Estados Unidos             | Presidente da Reserva Federal dos Estados Unidos                                                             | 56    |
| 9 Listado pela primeira vez  | Sonia Gandhi                | Índia                      | Presidente do Congresso Nacional Indiano                                                                     | 63    |
| 10                           | Bill Gates                  | Estados Unidos             | Fundador da Microsoft                                                                                        | 55    |
| 11                           | Zhou Xiaochuan              | China                      | Governador do Banco Popular da China                                                                         | 62    |
| 12                           | Dmitry Medvedev             | Rússia                     | Presidente da Rússia                                                                                         | 45    |
| 13 Listado pela primeira vez | Thomas B. Fischer           | Austrália                  | CEO da News Corporation                                                                                      | -     |
| 14                           | Silvio Berlusconi           | Itália( União Europeia)    | Primeiro-ministro da Itália                                                                                  | 74    |
| 15                           | Jean-Claude Trichet         | França( União Europeia)    | Presidente do Banco Central Europeu                                                                          | 67    |
| 16 Listado pela primeira vez | Dilma Rousseff              | Brasil                     | Presidente do Brasil                                                                                         | 62    |
| 17                           | Steve Jobs                  | Estados Unidos             | CEO da Apple                                                                                                 | 55    |
| 18                           | Manmohan Singh              | Índia                      | Primeiro-ministro da Índia                                                                                   | 78    |
| 19                           | Nicolas Sarkozy             | França( União Europeia)    | Presidente da França                                                                                         | 55    |
| 20                           | Hillary Clinton             | Estados Unidos             | Secretário de Estado dos Estados Unidos                                                                      | 63    |
| 21                           | Carlos Slim                 | México                     | Presidente da Telmex                                                                                         | 70    |
| 22                           | Larry Page                  | Estados Unidos             | Cofundador do Google                                                                                         | 37    |
| 22                           | Sergey Brin                 | Estados Unidos             | Cofundador do Google                                                                                         | 37    |
| 23                           | Michael Bloomberg           | Estados Unidos             | CEO da Bloomberg                                                                                             | 68    |
| 24                           | Benjamin Netanyahu          | Israel                     | Primeiro-ministro de Israel                                                                                  | 61    |
| 25                           | Mike Duke                   | Estados Unidos             | CEO do Walmart                                                                                               | 60    |
| 26                           | Ali Khamenei                | Irã                        | Líder Supremo do Irã                                                                                         | 71    |
| 27 Listado pela primeira vez | Naoto Kan                   | Japão                      | Primeiro-ministro do Japão                                                                                   | 64    |
| 28                           | Timothy Geithner            | Estados Unidos             | Secretário do Tesouro dos Estados Unidos                                                                     | 49    |
| 29 Listado pela primeira vez | Ashfaq Parvez Kayani        | Paquistão                  | de Facto Comandante Supremo das Forças Armadas do Paquistão                                                  | 58    |
| 30                           | Lou Jiwei                   | China                      | Presidente da China Investment Corporation                                                                   | 59    |
| 31                           | Kim Jong-il                 | Coreia do Norte            | Líder Supremo da Coreia do Norte                                                                             | 69    |
| 32                           | Li Changchun                | China                      | Chefe da propaganda do Partido Comunista Chinês                                                              | 66    |
| 33                           | Warren Buffett              | Estados Unidos             | CEO da Berkshire Hathaway                                                                                    | 80    |
| 34                           | Mukesh Ambani               | Índia                      | Presidente da Reliance Industries                                                                            | 53    |
| 35                           | Jeffrey Immelt              | Estados Unidos             | CEO da General Eletric                                                                                       | 54    |
| 36                           | Li Ka-shing                 | Hong Kong( China)          | Presidente da Hutchison Whampoa                                                                              | 82    |
| 37                           | Dominique Strauss-Kahn      | França( União Europeia)    | Diretor do Fundo Monetário Internacional                                                                     | 61    |
| 38                           | Masaaki Shirakawa           | Japão                      | Governador do Banco do Japão                                                                                 | 61    |
| 39                           | Tenzin Gyatso               | Tibete ( China)            | Líder Espiritual, Chefe do governo Tibetano no exílio                                                        | 75    |
| 40 Listado pela primeira vez | Mark Zuckerberg             | Estados Unidos             | CEO do Facebook                                                                                              | 26    |
| 41 Listado pela primeira vez | Ban Ki-moon                 | Coréia do Sul              | Secretário-geral das Nações Unidas                                                                           | 66    |
| 42                           | Lloyd Blankfein             | Estados Unidos             | CEO do Goldman Sachs                                                                                         | 56    |
| 43                           | Bernard Arnault             | França( União Europeia)    | Presidente da LVMH                                                                                           | 61    |
| 44                           | Lakshmi Mittal              | Índia                      | Presidente da ArcelorMittal                                                                                  | 60    |
| 45                           | Robert Zoellick             | Estados Unidos             | Presidente do Banco Mundial                                                                                  | 57    |
| 46 Listado pela primeira vez | Robin Li                    | China                      | CEO do Baidu                                                                                                 | 42    |
| 47                           | Jamie Dimon                 | Estados Unidos             | CEO do JPMorgan Chase                                                                                        | 54    |
| 48                           | Larry Fink                  | Estados Unidos             | CEO da BlackRock                                                                                             | 58    |
| 49                           | Rex Tillerson               | Estados Unidos             | CEO da ExxonMobil                                                                                            | 58    |
| 50 Listado pela primeira vez | Bill Keller                 | Estados Unidos             | Presidente do New York Times                                                                                 | 61    |
| 51 Listado pela primeira vez | Sebastián Piñera            | Chile                      | Presidente do Chile                                                                                          | 61    |
| 52                           | Igor Sechin                 | Rússia                     | Vice-primeiro-ministro da Rússia                                                                             | 50    |
| 53 Listado pela primeira vez | Abdalla Salem El-Badri      | Líbia                      | Presidente da OPEP                                                                                           | 70    |
| 54 Listado pela primeira vez | Charles Koch                | Estados Unidos             | CEO do Koch Industries                                                                                       | 75    |
| 54 Listado pela primeira vez | David Koch                  | Estados Unidos             | Vice-presidente da Koch Industries                                                                           | 70    |
| 55 Listado pela primeira vez | Masayoshi Son               | Japão                      | Fundador e CEO do SoftBank                                                                                   | 53    |
| 56 Listado pela primeira vez | Khalifa bin Zayed Al Nahyan | Emirados Árabes Unidos     | Presidente dos Emirados Árabes Unidos                                                                        | 62    |
| 57                           | Osama bin Laden             | Arábia Saudita             | Fundador e Líder da Al-Qaeda                                                                                 | 53    |
| 58 Listado pela primeira vez | Eike Batista                | Brasil                     | CEO do Grupo EBX                                                                                             | 54    |
| 59                           | Bill H. Gross               | Estados Unidos             | Cofundador e vice-presidente da PIMCO                                                                        | 66    |
| 60                           | El Chapo                    | México                     | Chefe do Cartel de Sinaloa                                                                                   | 53    |
| 61 Listado pela primeira vez | Ratan Tata                  | Índia                      | Presidente do Grupo Tata                                                                                     | 72    |
| 62 Listado pela primeira vez | Wang Yong                   | China                      | Presidente do SASAC Comissão de Supervisão e Administração de Ativos Estatais do Conselho de Estado da China | 55    |
| 63                           | Dawood Ibrahim Kaskar       | Índia                      | Chefe da D-Company                                                                                           | 54    |
| 64                           | Oprah Winfrey               | Estados Unidos             | Celebridade de TV Americana The Oprah Winfrey Show                                                           | 56    |
| 65                           | Joseph Blatter              | Suíça                      | Presidente da FIFA                                                                                           | 74    |
| 66 Listado pela primeira vez | Jeff Bezos                  | Estados Unidos             | CEO da Amazon                                                                                                | 56    |
| 67                           | Jacques Rogge               | Belgica( União Europeia)   | Presidente do Comitê Olímpico Internacional                                                                  | 68    |
| 68 Listado pela primeira vez | Julian Assange              | Austrália                  | Porta-voz do Wikileaks                                                                                       | 39    |

## 2009
| Ordem | Nome                       | Nacionalidade              | Cargo/Função                                               | Idade |
| ----- | -------------------------- | -------------------------- | ---------------------------------------------------------- | ----- |
| 1     | Barack Obama               | Estados Unidos             | Presidente dos Estados Unidos                              | 48    |
| 2     | Hu Jintao                  | China                      | Presidente da República Popular da China                   | 67    |
| 3     | Vladimir Putin             | Rússia                     | Primeiro-ministro da Rússia                                | 57    |
| 4     | Ben Bernanke               | Estados Unidos             | Presidente da Reserva Federal dos Estados Unidos           | 48    |
| 5     | Sergey Brin                | Estados Unidos             | Cofundador do Google                                       | 36    |
| 5     | Larry Page                 | Estados Unidos             | Cofundador do Google                                       | 36    |
| 6     | Carlos Slim                | México                     | Presidente da Telmex                                       | 69    |
| 7     | Rupert Murdoch             | Austrália                  | CEO da News Corp                                           | 68    |
| 8     | Mike Duke                  | Estados Unidos             | CEO do Walmart                                             | 60    |
| 9     | Abdullah da Arábia Saudita | Arábia Saudita             | Rei da Arábia Saudita                                      | 85    |
| 10    | Bill Gates                 | Estados Unidos             | Fundador da Microsoft                                      | 54    |
| 11    | Bento XVI                  | Alemanha ( União Europeia) | 265° Papa da Igreja Católica                               | 81    |
| 12    | Silvio Berlusconi          | Itália ( União Europeia)   | Primeiro-ministro da Itália                                | 63    |
| 13    | Jeffrey Immelt             | Estados Unidos             | CEO da General Eletric                                     | 56    |
| 14    | Warren Buffett             | Estados Unidos             | CEO da Berkshire Hathaway                                  | 79    |
| 15    | Angela Merkel              | Alemanha ( União Europeia) | Chanceler da Alemanha                                      | 55    |
| 16    | Larry Fink                 | Estados Unidos             | CEO da BlackRock                                           | 57    |
| 17    | Hillary Clinton            | Estados Unidos             | Secretário de Estado dos Estados Unidos                    | 61    |
| 18    | Lloyd Blankfein            | Estados Unidos             | CEO do Goldman Sachs                                       | 55    |
| 19    | Li Changchun               | China                      | Chefe da propaganda do Partido Comunista Chinês            | 65    |
| 20    | Michael Bloomberg          | Estados Unidos             | CEO da Bloomberg                                           | 67    |
| 21    | Timothy Geithner           | Estados Unidos             | Secretário do Tesouro dos Estados Unidos                   | 48    |
| 22    | Rex Tillerson              | Estados Unidos             | CEO da ExxonMobil                                          | 81    |
| 23    | Li Ka-shing                | Hong Kong ( China)         | Presidente da Hutchison Whampoa                            | 57    |
| 24    | Kim Jong-il                | Coreia do Norte            | Líder Supremo da Coreia do Norte                           | 68    |
| 25    | Jean-Claude Trichet        | França ( União Europeia)   | Presidente do Banco Central Europeu                        | 67    |
| 26    | Masaaki Shirakawa          | Japão                      | Governador do Banco do Japão                               | 60    |
| 27    | Ahmed bin Sayed al Nahyan  | Emirados Árabes Unidos     | Diretor da Abu Dhabi Investment Authority                  | 41    |
| 28    | Akio Toyoda                | Japão                      | CEO da Toyota                                              | 56    |
| 29    | Gordon Brown               | Reino Unido                | Primeiro-ministro do Reino Unido                           | 58    |
| 30    | Jamie Dimon                | Estados Unidos             | CEO do JPMorgan Chase                                      | 53    |
| 31    | Bill Clinton               | Estados Unidos             | Ex-presidente dos EUA                                      | 63    |
| 32    | Bill H. Gross              | Estados Unidos             | Cofundador e vice-presidente da PIMCO                      | 64    |
| 33    | Luiz Inácio Lula da Silva  | Brasil                     | Presidente do Brasil                                       | 64    |
| 34    | Lou Jiwei                  | China                      | Presidente da China Investment Corporation                 | 58    |
| 35    | Yukio Hatoyama             | Japão                      | Primeiro-ministro do Japão                                 | 62    |
| 36    | Manmohan Singh             | Índia                      | Primeiro-ministro da Índia                                 | 77    |
| 37    | Osama bin Laden            | Arábia Saudita             | Fundador e Líder da Al-Qaeda                               | 52    |
| 38    | Yousuf Raza Gillani        | Paquistão                  | Primeiro-ministro do Paquistão                             | 57    |
| 39    | Tenzin Gyatso              | Tibete( China)             | Líder Espiritual, Chefe do governo Tibetano no exílio      | 74    |
| 40    | Ali Khamenei               | Irã                        | Líder Supremo do Irã                                       | 70    |
| 41    | El Chapo                   | México                     | Chefe do Cartel de Sinaloa                                 | 52    |
| 42    | Igor Sechin                | Rússia                     | Vice-primeiro-ministro da Rússia                           | 49    |
| 43    | Dmitry Medvedev            | Rússia                     | Presidente da Rússia                                       | 44    |
| 44    | Mukesh Ambani              | Índia                      | Presidente da Reliance Industries                          | 52    |
| 45    | Oprah Winfrey              | Estados Unidos             | Celebridade de TV Americana The Oprah Winfrey Show         | 54    |
| 46    | Benjamin Netanyahu         | Israel                     | Primeiro-ministro de Israel                                | 60    |
| 47    | Dominique Strauss-Kahn     | França ( União Europeia)   | Diretor do Fundo Monetário Internacional                   | 60    |
| 48    | Zhou Xiaochuan             | China                      | Governador do Banco Popular da China                       | 61    |
| 49    | John Roberts               | Estados Unidos             | Juiz da Suprema Corte                                      | 54    |
| 50    | Dawood Ibrahim Kaskar      | Índia                      | Chefe da D-Company                                         | 53    |
| 51    | William Keler              | Estados Unidos             | Editor-chefe do New York Times                             | 60    |
| 52    | Bernard Arnault            | França ( União Europeia)   | Presidente da LVMH                                         | 60    |
| 53    | Joseph Blatter             | Suíça                      | Presidente da FIFA                                         | 73    |
| 54    | Wadah Khanfar              | Palestina ( Israel)        | Diretor-Geral Al Jazeera                                   | 41    |
| 55    | Lakshmi Mittal             | Índia                      | Presidente da ArcelorMittal                                | 59    |
| 56    | Nicolas Sarkozy            | França ( União Europeia)   | Presidente da França                                       | 54    |
| 57    | Steve Jobs                 | Estados Unidos             | CEO da Apple                                               | 54    |
| 58    | Fujio Mitarai              | Japão                      | Presidente da Canon                                        | 74    |
| 59    | Ratan Tata                 | Índia                      | Presidente do Grupo Tata                                   | 72    |
| 60    | Jacques Rogge              | Bélgica ( União Europeia)  | Presidente do Comitê Olímpico Internacional                | 67    |
| 61    | Li Rongrong                | China                      | Presidente do Conselho de Controle de Empresas Estatais    | 64    |
| 62    | Blairo Maggi               | Brasil                     | Governador do Mato Grosso                                  | 53    |
| 63    | Robert Zoellick            | Estados Unidos             | Presidente do Banco Mundial                                | 66    |
| 64    | António Guterres           | Portugal ( União Europeia) | Alto-comissariado das Nações Unidas para os refugiados     | 60    |
| 65    | Mark Thompson              | Reino Unido                | Diretor-Geral da BBC                                       | 62    |
| 66    | Klaus Martin Schwab        | Alemanha ( União Europeia) | Fundador, Presidente Permanente do Fórum Econômico Mundial | 71    |
| 67    | Hugo Chavez                | Venezuela                  | Presidente da Venezuela                                    | 55    |